# Velika loža Irske
Velika loža Irske (engl. Grand Lodge of Ireland), skraćeno GLI, je regularna slobodnozidarska velika loža u Republici Irskoj i Sjevernoj Irskoj, dijelu Ujedinjenog Kraljevstva. Velika loža Irske svoj službeni početak datira u 1725. godinu, što je čini drugom najstarijom, a ujedno i najstarijom aktivnom velikom ložom na svijetu.
Uz Ujedinjenu veliku ložu Engleske (UGLE) i Veliku ložu Škotske jedna je od tri najstarije regularne velike lože, poznate kao "matične velike lože".

## Povijest
Postoje brojni dokazi da su se masonske lože sastajale u Irskoj i prije 18. stoljeća. Poznata priča o "dami slobodnoj zidarki", Elizabeth St. Leger, datira iz razdoblja koje prethodi osnutku Velike lože. U govoru održanom na Trinity Collegeu Dublin spominju se sastanci loža u Dublinu još davne 1688. godine. Najstariji artefakt slobodnog zidarstva u Irskoj – i jedan od najstarijih slobodnozidarskih artefakata na svijetu – jest tzv. Baal's Bridge Square. Na tom mjedenom kutniku urezana je godina 1507., a pronađen je tijekom obnove Baalova mosta u Limericku 1830. godine. Čini se da je bio namjerno postavljen ispod kamena temeljca starog mosta. Na njemu je ugraviran natpis: "Nastojat ću živjeti s ljubavlju i pažnjom, po libeli i po kutniku."
Prema pisanju Dublinskog Tjednika (Dublin Weekly Journala), grof od Rossea izabran je za novog velikog majstora Velike lože Irske 26. lipnja 1725. Svečanoj povorci nazočili su majstori i nadglednici šest loža "gospode slobodnih zidara". Članak sugerira da to nije bio prvi takav izbor, ali budući da ne postoje ranije zabilježeni izvori, Velika loža Irske svoj službeni početak datira u 1725. godinu, što je čini drugom najstarijom, a ujedno i najstarijom aktivnom velikom ložom na svijetu. Već 1726. godine djelovala je i Velika loža na jugu, u regiji Munster, koja je 1733. bila pripojena dublinskoj Velikoj loži.
Velika loža Irske prva je počela izdavati patente (dozvole) ložama u obliku kakav poznajemo danas i, za razliku od Velike lože Engleske i Velike lože Škotske, nije imala problema izdavati patente za putujuće lože. Zbog toga je većina loža unutar Britanske vojske djelovala pod irskim okriljem, bez obzira na njihovo geografsko porijeklo. Oblik slobodnog zidarstva koji se širio britanskim kolonijama bio je pretežito irski. Upravo je engleski puk s irskim patentom osnovao ložu iz koje će se kasnije razviti tzv. afroameričko slobodno zidarstvo.
U Engleskoj su upravo irski slobodni zidari osnovali suparničku veliku ložu, danas poznatu kao Drevna velika loža Engleske. Njezin veliki tajnik, Laurence Dermott, temeljio je pravila na irskim konstitucijama Spratta. Kada su se 1813. godine ujedinile dvije rivalske engleske velike lože, obredna forma "Drevnih" prevladala je.
Početak 19. stoljeća donio je niz izazova za Veliku ložu Irske. Sukob oko viših stupnjeva doveo je do osnivanja odvojene Velike lože Ulstera, koja je djelovala devet godina, od 1805. do 1814. Velika glad 1823. izazvala je nemire, a neke su lože postale žarišta republikanske aktivnosti. Zbog toga je irsko slobodno zidarstvo nakratko bilo zabranjeno do 1825. godine. Te godine je donesena i papinska osuda Quo graviora – posljednja u nizu osuda slobodnog zidarstva – koja je u Irskoj prvi put bila strogo provedena. Mnogi katolički slobodni zidari bili su suočeni s prijetnjom izopćenja te su iz tog razloga napustili lože.
Tijekom 18. stoljeća pojedine lože sastajale su se u gostionicama i kavanama, dok su se sastanci Velike lože uglavnom održavali u gradskim i cehovskim zgradama. Početkom 19. stoljeća Velika loža počinje unajmljivati zgrade za polutrajno korištenje. Jedno vrijeme sjedište joj je bilo u ulici Dawson u Dublinu, gdje se danas nalazi Kraljevska irska akademija. Nakon toga seli u zgradu u ulici Dame, a potom, zajedno s većinom metropolitanskih loža, prelazi u novoizgrađeni objekt u ulici Molesworth. Godine 1869. otvorena je sadašnja, namjenski građena zgrada u ulici Molesworth, poznata kao Freemasons' Hall, s bogato ukrašenim ložinskim prostorijama, knjižnicom, muzejom, uredima i blagovaonicama.
Godine 2000. Velika loža brojila je više od 700 loža i 33.000 članova u Irskoj, uz dodatnih 150 loža izvan otoka.
Dana 31. prosinca 2021. izbio je požar u zgradi u ulici Molesworth u Dublinu. Muškarac u tridesetima prevezen je u bolnicu s teškim ozljedama. Vatrogasci su uspjeli spriječiti širenje vatre i ograničili štetu na jednu prostoriju. Sljedećeg dana policija je objavila poziv za svjedoke zbog sumnje na kazneno djelo i provalu.

## Ustroj
Sjedište Velike lože Irske je u Dublinu, Rep. Irska.

### Lože
Struktura Velike lože Irske uključuje:
- 13 pokrajinskih velikih loža na otoku Irske,[11]
- Metropolitansko područje Dublina,[11]
- 11 pokrajinskih velikih loža u inozemstvu,[11]
- 4 velika inspektorata koji nadziru lože na manjim teritorijima[12] i
- 5 pojedinačnih loža koje su pod izravnim nadzorom ove velike lože.[13]

Velika loža Irske ima 14 pokrajinskih velikih loža na otoku Irske, raspoređenih po irskm kotarima, i to su:
- Pokrajinska velika loža za Antrim (Provincial Grand Lodge of Antrim)[14] – nadležna za Kotar Antrim.
- Pokrajinska velika loža za Armagh (Provincial Grand Lodge of Armagh) – nadležna za Kotar Armagh.
- Pokrajinska velika loža Sjevenog Chonnachta (Provincial Grand Lodge of North Connaught) – nadležna za sjeverni dio Pokrajine Chonnacht.
- Pokrajinska velika loža Južnog Chonnachta (Provincial Grand Lodge of South Connaught)[15] – nadležna za južni dio Pokrajine Chonnacht.
- Pokrajinska velika loža za Down (Provincial Grand Lodge of Down)[16] – nadležna za Kotar Down.
- Pokrajinska velika loža za Londonderry i Donegal (Provincial Grand Lodge of Londonderry and Donegal)[17] – nadležna za kotare Londonderry u Sjevernoj Irskoj i Donegal u Republici Irskoj.
- Pokrajinska velika loža Meatha (Provincial Grand Lodge of Meath) – nadležna za Kotar Meath.
- Pokrajinska velika loža kotara središnjeg područja (Provincial Grand Lodge of the Midland Counties)[18] – nadležna za Kotar Meath.
- Pokrajinska velika loža Mumhana (Provincial Grand Lodge of Munster)[19] – nadležna za južni i središnji dio Pokrajine Mumhan.
- Pokrajinska velika loža Sjevernog Mumhana (Provincial Grand Lodge of North Munster)[20] – nadležna za sjeveni dio Pokrajine Mumhan.
- Pokrajinska velika loža jugoistočnih kotara (Provincial Grand Lodge of the South Eastern Counties)[21] – nadležna za kotare Carlow, Kilkenny, Tipperary i Waterford.
- Pokrajinska velika loža za Tyrone i Fermanagh (Provincial Grand Lodge of Tyrone and Fermanagh)[22] – nadležna za kotare Tyrone i Fermanagh.
- Pokrajinska velika loža Wexforda i Wicklowa (Provincial Grand Lodge of Wicklow and Wexford) – nadležna za kotare Wexford i Wicklow.
- Metropolitansko vijeće za opće poslove (Metropolitan Board of General Purposes) – pod nadzorom Velike lože i nadležno za metropolitansko područje Dublina gdje administrira preko 30 loža.

Velika loža ima 11 pokrajinskih velikih loža van Irske, tj. u inozemstvu, i to su:
- Pokrajinska velika loža Bermuda (Provincial Grand Lodge of Bermuda) – nadležna za Bermudske otoke.
- Pokrajinska velika loža Dalekog Istoka (Provincial Grand Lodge of the Far East)[23] – nadležna za Hong Kong, Kinu i Makao gdje administrira sedam loža.
- Pokrajinska velika loža Irske u Indiji (Provincial Grand Lodge of Ireland in India) – nadležna za Indiju.
- Pokrajinska velika loža Jamajke i Bahame (Provincial Grand Lodge of Jamaica and the Bahamas)[24] – nadležna za Jamajku i Bahame gdje administrira devet loža.
- Pokrajinska velika loža Južne Afrike Sjeverne (Provincial Grand Lodge of South Africa Northern)[25] – nadležna za dio Južne Afrike gdje administrira 17 loža.
- Pokrajinska velika loža Južnog Capea (Provincial Grand Lodge of Southern Cape) – nadležna za dio Južne Afrike.
- Pokrajinska velika loža Natala (Provincial Grand Lodge of Natal)[26] – nadležna za pokrajinu KwaZulu-Natal u Južnoj Africi gdje administrira 11 loža.
- Pokrajinska velika loža Šri Lanke (Provincial Grand Lodge of Sri Lanka)[27] – nadležna za Šri Lanku.
- Pokrajinska velika loža Novog Zelanda (Provincial Grand Lodge of New Zealand)[28] – nadležna za Novi Zeland gdje administrira četiri lože.
- Pokrajinska velika loža Jugoistočne Azije (Provincial Grand Lodge of South East Asia) – nadležna za jugoistočnu Aziju gdje administrira sedam loža, i to tri u Tajlandu i po dvije u Singapuru i Kuala Lumpuru.
- Pokrajinska velika loža Zambije (Provincial Grand Lodge of Zambia)[29] – nadležna za Zambiju gdje administrira pet loža.

Velika loža ima četiri velika inspektorata koji nadziru lože na manjim područjima van Irske, i to su:
- Veliki inspektorat Bocvane (Grand Inspectorate for Botswana) – nadležna za Bocvanu gdje administrira jednu ložu.
- Veliki inspektorat Gibraltara (Grand Inspectorate for Gibraltar) – nadležna za Gibraltar gdje administrira pet loža.
- Veliki inspektorat Sijera Leonea (Grand Inspectorate for Sierra Leone) – nadležna za Sijera Leone gdje administrira četiri lože.
- Veliki inspektorat Zimbabvea (Grand Inspectorate for Zimbabwe) – nadležna za Zimbabve gdje administrira dvije lože.

Velika loža Irske direktno administrira pet loža, i to dvije vojne lože te po jedna loža u Adelaideu u Australiji, Nairobiju u Keniji te Mauricijusu:
- Loža "Sveti Patrik" (St. Patrick's Lodge) br. 295, Royal Dragoon Guards (konjička pukovnija Britanske vojske) – nosi naziv po Svetom Patriku.
- Loža "Blještava zvijezda" (Glittering Star Lodge) br. 322, Mercian Regiment (pješaška pukovnija Britanske vojske) [30][31] – prvobitno je bila loža bivše pješaške pukovnije 29th Foot Regiment.
- Loža "Vojvoda od Leinstera" (Duke of Leinster Lodge) br. 363, Adelaide[32] – nosi naziv po plemićkom naslovu Vojvode od Leinstera, glavnom vojvodstvu u irskom perstvu.
- Loža "Hibernija" (Hibernia Lodge) br. 749, Nairobi – nosi naziv po latinskom nazivu za Irsku.
- Loža "Trojstvo" (Trinity Lodge) br. 925, Mauricius – nosi naziv po Trojstvu u Kršćanstvu.

### Popis velikih majstora
Dosadašnji veliki majstori Velike lože Irske  su:
1. Richard Parsons, I. grof od Rossea (1725. – 1731.)
2. James King, IV. barun Kingston (1731. – 1732.)
3. Nicholas Netterville, V. vikont Netterville (1732. – 1733.)
4. Henry Benedict Barnewall, IV. vikont Barnewall (1733. – 1735.)
5. James King, IV. barun Kingston (1735. – 1736.)
6. Marcus Beresford, I. grof Tyrone (1736. – 1738.)
7. William Stewart, III. vikont Mountjoy (1738. – 1740.)[b]
8. Arthur Mohun St. Leger, III. vikont Doneraile (1740. – 1741.)
9. Charles Moore, II. barun Moore (1741. – 1743.)
10. Thomas Southwell, II. barun Southwell (1743. – 1744.)
11. John Allen, III. vikont Allen (1744. – 1747.)
12. Sir Marmaduke Wyvill, VI. barunet (1747. – 1749.)
13. Robert King, I. barun Kingsborough (1749. – 1751.)
14. lord George Sackville (1751. – 1753.)
15. Thomas George Southwell (1753. – 1757.)
16. lord Brinsley Butler (1757. – 1758.)
17. Charles Moore, VI. grof od Drogheda (1758. – 1760.)
18. Charles Moore, I. grof od Charlevillea (1760. – 1761.)
19. Sir Edward King, V. barunet (1761. – 1763.)
20. Thomas Nugent, VI. grof od Westmeatha (1763. – 1767.)
21. Ford Lambart, V. grof od Cavana (1767. – 1769.)
22. Edward King, I. grof od Kingstona (1769. – 1770.)
23. William FitzGerald, markiz Kildare[c] (1770. – 1772.)
24. Randal MacDonnell, vikont Dunluce (1772. – 1774.)
25. George Rochfort, II. grof od Belvederea (1774. – 1776.)
26. Garret Wesley, I. grof od Morningtona (1776. – 1777.)
27. William FitzGerald, II. vojvoda od Leinstera (1777. – 1778.)
28. Randal MacDonnell, VI. grof od Antrima (1778. – 1782.)
29. Richard Wellesley, II. grof od Morningtona (1782. – 1783.)
30. Robert Deane, I. barun Muskerry (1783. – 1785.)
31. Arthur Hill, vikont Kilwarlin (1785. – 1787.)
32. Francis Annesley, II. vikont Glerawley (1787. – 1789.)
33. Richard Hely–Hutchinson, II. barun Donoughmore (1789. – 1813.)
34. Augustus FitzGerald, III. vojvoda od Leinstera (1813. – 1874.)
35. James Hamilton, I. vojvoda od Abercorna (1874. – 1886.)
36. James Hamilton, II. vojvoda od Abercorna (1886. – 1913.)
37. Richard Hely–Hutchinson, VI. grof od Donoughmorea (1913. – 1948.)
38. Raymond Frederick Brooke (1948. – 1964.)
39. John Hely-Hutchinson, VII. grof od Donoughmorea (1694. – 1981.)
40. Dermot Chichester, VII. markiz od Donegalla (1981. – 1992.)
41. Darwin Herbert Templeton  (1992. – 2001.)
42. Eric Noel Waller  (2001. – 2006.)
43. George Dunlop  (2006. – 2014.)
44. Douglas T. Grey (2014. – 2023.)
45. Rodney L. McCurley (od 2023.)

### Međunarodna suradnja
Velika loža Irske sudjeluje u radu Svjetske konferencije regularnih masonskih velikih loža. Također, potpisao je povelje o prijateljstvu i međusobnom priznavanju s preko 200 regularnih velikih loža.

### Obredi
Velika loža Irske upravlja simboličkim stupnjevima plave lože (učenik, pomoćnik i majstor) i delegira upravljanje visokim stupnjevima na dodatna tijela i redove.

## Pridružena tijela i redovi
Upravljanje visokim stupnjevima Velika loža Irske provodi kroz pridružena tijela i redove, od kojih svaki predstavlja jedan obred, a na temelju potpisanih konkordata. Ova tijela i redovi su:
- Vrhovno vijeće Drevnog i prihvaćenog obreda za Irsku (Supreme Council of Ancient and Accepted Rite for Ireland) – nadležno za rad drevnog i prihvaćenog škotskog obreda.[34]
- Veliko vijeće vitezova masona (Grand Council of Knight Masons) – nadležno za rad vitezova masona.[35]
- Veliki priorat Irske (Great Priory of Ireland) – nadležno za rad vitezova templara;[36]
- Vrhovni veliki kaptel kraljevskog luka Irske (Supreme Grand Royal Arch Chapter of Ireland) – nadležan za rad kraljevskog luka i majstora znaka.[37]
- Rozenkrojcersko društvo Irske (Rosicrucian Society of Ireland, odnosno lat. Societas Rosicruciana in Hibernia) – nadležno za rad rozenkrojcerskog društva.[38]
- Pridružena tijela i redovi koji imaju svoje jedinice na Irskom otoku:
  -  Velika konklava Reda tajnog nadzornika ili Bratstvo Davida i Jonathana na Britanskom otočju i njihovim prekomorskim teritorijima – nadležan za tajne nadzornike.